# Лебединский, Лев Николаевич
Лев Никола́евич Лебеди́нский (23 октября (5 ноября) 1904, посёлок завода Миасс (ныне Челябинская область) — 21 ноября 1992, Москва) — советский музыковед, фольклорист, общественный деятель.

## Биография
Родился в еврейской семье: отец — частнопрактикующий детский и санитарный врач Николай Львович (Натан Либерович) Лебединский (1868—1920), мать — зубной врач Татьяна Владимировна Лебединская (в девичестве Тойба Вульфовна Нахимсон, 1870—1941). Младший брат писателя Ю. Н. Либединского.
В 1919—1920 гг. принимал участие в Гражданской войне (руководил конной разведкой). В начале 1920-х гг. работал в ЧК. В 1923—1932 гг. — один из руководителей и главных идеологов Российской ассоциации пролетарских музыкантов (в 1925—1930 гг. — председатель, в 1930—1932 гг. — ответственный секретарь). Наряду с М. В. Ковалём и В. А. Белым был одним из зачинщиков травли А. В. Мосолова.
В 1930 году окончил научно-композиторский факультет Московской консерватории имени П. И. Чайковского.
В 1930—1932 гг. являлся заведующим музыкальной секцией Института литературы, искусства и языка Коммунистической академии.
В 1935—1939 гг. был научным сотрудником фольклорной секции Института этнографии Академии наук СССР. В 1937 году выезжал в Башкирскую АССР с целью записи башкирской народной музыки, а в 1939 году являлся руководителем комплексной фольклорной экспедиции в юго-восточные районы автономной республики.
В 1939—1940 гг. являлся музыкальным консультантом Управления по делам искусств Башкирской АССР.
В 1940—1941 гг. был ответственным секретарём комиссии по РСФСР и помощник по творческим вопросам председателя оргкомитета Союза композиторов СССР.
В годы Великой Отечественной войны работал художественным руководителем самодеятельных коллективов г. Подольска.
В 1955—1965 гг. был заведующим отделом фольклора редакции издательства «Советский композитор».
В 1962—1969 гг. — председатель объединённой фольклорной комиссии Союза композиторов РСФСР и Московского отделения Союза композиторов РСФСР.
В 1971—1974 гг. был одним из руководителей Комиссии народного музыкального творчества Союза композиторов РСФСР.
Умер в 1992 году. Похоронен на Троекуровском кладбище.

## Семья
- Жена — Сарра Алексеевна Крылова (1894—1988), певица и драматург.
- С 1955 года и до конца жизни был женат на Конисской Марии Юрьевне (1909—1997), художнице, авторе повестей «Злые годы» и «Старые фотографии», опубликованных в журнале «Новый мир».
  - Сын — доктор физико-математических наук Александр Львович Крылов (1932—2018), математик.
    - Внук — лингвист Сергей Александрович Крылов.

## Научная деятельность
Творчество русских и башкирских композиторов, музыкальный фольклор были в приоритетными в научных исследованиях музыковеда. Лебединский Лев Николаевич является одним из авторов-составителей сборника «Башкирские народные песни».
Является автором научных в журналах и газетах «Музыкальная новь», «Музыка и Октябрь», «Музыкальное образование», «Пролетарский музыкант», «За пролетарскую музыку», «Советское искусство», «Музыкальная самодеятельность», «Советская музыка» и других. В 1969 году в сборнике «Музыка народов Азии и Востока» была опубликована его статья «Башкирская протяжная песня „Зюльхизя“».
Сборник «Башкирские народные песни и наигрыши» вышел под его авторством. В основе данной книги лежат записи, произведенные Львом Николаевичем в разные годы, в него вошли образцы песенных и инструментальных жанров башкирской народной музыки. Сборник структурно повторял работу С. Г. Рыбакова «Музыка и песни уральских мусульман с очерком их быта» (СПб., 1897), но отличается от него более широким охватом рассматриваемых жанров и использованием качественно нового уровня нотирования магнитофонных записей.
Методическое пособие Л. Н. Лебединского — «О некоторых принципах записи, фонорасшифровки и редактирования башкирской народной песни», рукопись которого хранится в архивном фонде Фольклорного кабинета Уфимского государственного института искусств, служит практическим руководством для изучающих народную музыку.
Сотрудничал с М. А. Бурангуловым, А. И. Харисовым, Х. Ф. Ахметовым и другими.

### Статьи и книги
- В московской консерватории // Музыкальная новь. 1924, № 8.
- Общественные группировки музыкантов в СССР // Музыкальное образование. 1928, № 4-5.
- Не подменять идейной борьбы администрированием // За пролетарскую музыку. 1931, № 9.
- Старая революционная песня // Советская музыка, 1941, № 5.
- Народная башкирская музыка // Советская музыка, 1951, № 3.
- Композиторы Башкирии. М., 1955.
- Хоровые поэмы Шостаковича. М., 1957.
- Седьмая и Одиннадцатая симфонии Д. Шостаковича. М., 1960.
- Башкирские народные песни и наигрыши (фонозаписи, фонорасшифровки муз. и поэтич. текстов, поэтич. пер., вступ. ст. и комм.), М., 1962, 1965.
- Немецкая народная песня шести веков. // Советская музыка, 1962, № 11.
- Мажит Бурангулов. М., 1963.